# Alassio Cup 1997
La Alassio Cup 1997, già Nizza-Alassio, quindicesima ed ultima edizione della corsa, si svolse il 19 febbraio 1997 su un percorso di 172,8 km. La vittoria fu appannaggio dell'italiano Gabriele Balducci, che completò il percorso in 4h05'00", precedendo i connazionali Elio Aggiano e Biagio Conte.

## Ordine d'arrivo (Top 10)
| Pos. | Corridore         | Squadra               | Tempo    |
| ---- | ----------------- | --------------------- | -------- |
| 1    | Gabriele Balducci | Refin-Mobilvetta      | 4h05'00" |
| 2    | Elio Aggiano      | Refin-Mobilvetta      | s.t.     |
| 3    | Biagio Conte      | Scrigno-Gaerne        | s.t.     |
| 4    | Stefano Cembali   | Cantina Tollo-Carrier | s.t.     |
| 5    | Mauro Radaelli    | Aki-Safi              | s.t.     |
| 6    | Markus Zberg      | Mercatone Uno-Wega    | s.t.     |
| 7    | Marco Serpellini  | Brescialat-Oyster     | s.t.     |
| 8    | Stefano Finesso   | Ros Mary-Amica Chips  | s.t.     |
| 9    | Andrea Paluan     | Cantina Tollo-Carrier | s.t.     |
| 10   | Mirco Crepaldi    | Team Polti            | s.t.     |